# Trogoxylon ypsilon
Trogoxylon ypsilon is een keversoort uit de familie boorkevers (Bostrichidae). De wetenschappelijke naam van de soort is voor het eerst geldig gepubliceerd in 1937 door Lesne.